# Гејнсвил (Флорида)
Гејнсвил (енгл. Gainesville) град је у америчкој савезној држави Флорида. По попису становништва из 2010. у њему је живело 124.354 становника.

## Демографија
Према попису становништва из 2010. у граду је живело 124.354 становника, што је 28.907 (30,3%) становника више него 2000. године.
|                   | 2010.            | 2000.           |
| Укупно            | 124 354 (100,0%) | 95 447 (100,0%) |
| Белци             | 71 903 (57,82%)  | 61 156 (64,07%) |
| Афроамериканци    | 28 575 (22,98%)  | 22 181 (23,24%) |
| Хиспаноамериканци | 12 387 (9,961%)  | 6 112 (6,404%)  |
| Азијати           | 8 526 (6,856%)   | 4 282 (4,486%)  |
| Остали            | 2 963 (2,383%)   | 1 716 (1,798%)  |

## Партнерски градови
- Кфар Сава
- Тегусигалпа
- Новоросијск